# Fritz-Hubert Graeser
Fritz-Hubert Graeser, född 3 november 1888 i Frankfurt an der Oder, död 4 oktober 1960 i Göttingen, var en tysk militär. Graeser befordrades till generalmajor i februari 1941 och till general i pansartrupperna i juli 1943. Han erhöll Riddarkorset av järnkorset med eklöv och svärd i maj 1945.

## Befäl
- 29. infanteriregementet augusti 1939 - juli 1941
- till förfogande för överbefälhavaren juli 1941 – mars 1943 (svårt sårad på sjukhus, förlorade vänster ben från knäet och nedåt)
- 3. Panzergrenadier-Division mars 1943 – mars 1944
- XXIV. Panzerkorps juni - augusti 1944
- XXXXVIII. Panzerkorps augusti – september 1944
- 4. Panzerarmee september 1944 - maj 1945

Graeser var i amerikansk krigsfångenskap maj 1945 – juni 1947.